# Closterium eriense
Closterium eriense  là một loài Song tinh tảo trong họ Desmidiaceae, thuộc chi Closterium.